# تاریخ آفریقا

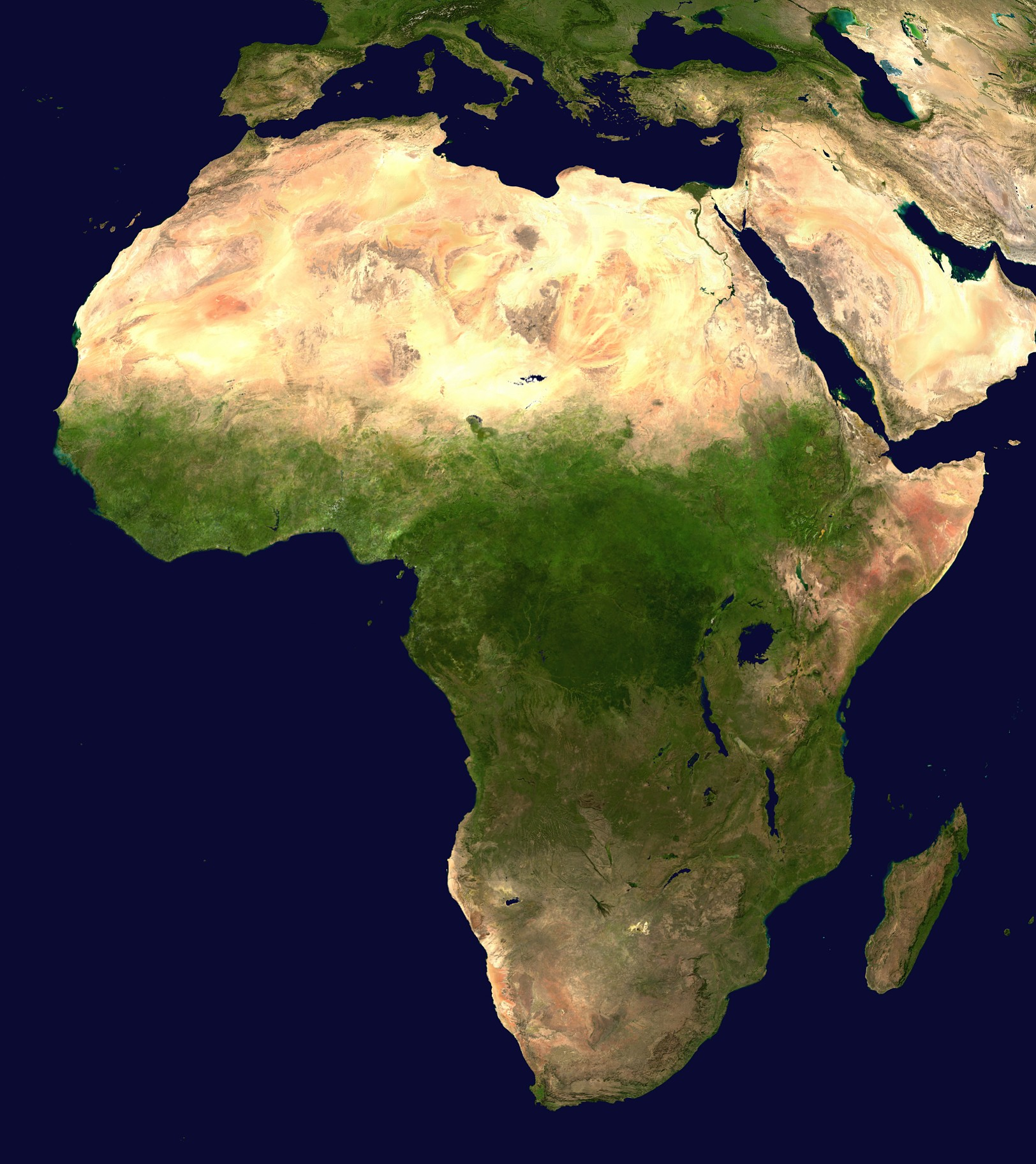
تصویری از قاره آفریقا

آفریقا کهن‌ترین قاره جهان است و تاریخ آن به دوران اولیه قبل از عصر حجر نیز بازمی‌گردد. شواهد نشان می‌دهد که نخستین نوع انسان در آفریقا بوده و از آنجا به سایر نقاط جهان مهاجرت کردند.

## انسان‌های اولیه
قدیمی‌ترین منطقه مسکونی زمین با گونه‌های بشری بر روی کرهٔ خاکی در آفریقا است. طی اواسط قرن بیستم، انسان‌شناسی سنگواره‌ها و شواهدی از وجود بشر که احتمالاً به قبل از ۷ میلیون سال پیش برمی‌گردد، دست یافتند. فسیل از گونه‌های متعددی از انسان‌های بسیار شبیه به میمون [نئاندرتال‌ها] که تصور می‌شود به انسان نوین امروزی تکامل یافته، باقی مانده‌است، مثل
«آسترالوپیتکوس آفارنسیس» که از لحاظ رادیو متریک قدمت آن به ۰/۳–۹/۳ میلیون سال قبل از میلاد بازمی‌گردد، پارانتروپوس بویسی (۳/۲ تا ۴/۱میلیون سال پیش از میلاد مسیح) کشف شده‌است(۶۰۰ هزار تا ۹/۳میلیون سال پیش از میلاد مسیح) و «هومو ارگاستر».
استخوان ایشانگو که حدود ۲۵هزار سال قدمت دارد، که چوب خط | خطوط محاسباتی را در ملاحظات ریاضی نشان می‌دهد. در سراسر دوران ماقبل تاریخ بشر، آفریقا (همانند دیگر قاره‌ها) هیچ گونه سرزمین‌های (مدون) کشوری نداشت، و در عوض گروه‌های شکارچی همچون خویی و بوشمن‌ها یا همان سان‌ها در آن اقامت داشتند.
اگرچه به‌طور مطلق هیچگونه ارقام ثبت شده‌ای وجود ندارد، نظریه پردازان تصور می‌کنند که از ۱۳۰هزار سال پیش از میلاد، گروهی از جمعیت‌های آفریقایی در صحرا ساکن شده‌اند که در آن زمان یک دره حاصلخیز بوده که با رودخانه‌های متعددی پوشانده شده بود. گسل‌های هنرمندانه در (بیابان) زرد تیره گون آفریقایی در این زمان، قدیمی‌ترین تصاویر جهان می‌باشند. در ۷۰هزار سال پیش از میلاد آفریقا متحمل انقراض ۳۰٪ از گونه‌های حیات وحش خود شد.  بر طبق این نظریه، در ۳۰هزار سال پیش از میلاد جهان وارد آخرین دوره اصلی یخبندادن خود شد. در نتیجه این این موضوع، بیابان صحرا به سرزمین‌های مرتفع اتیوپی رسیدند. رشته کوه‌های مرکز آفریقا با لایه‌های یخ پوشیده شده بودند. رودخانه نیل، در شمال خارطوم ناپدید شد. 
گمان می‌رود در پایان عصر یخبندان در حدود ۱۰٬۵۰۰ سال پیش از میلاد، صحرا دوباره به یک دره حاصلخیز سبز تبدیل شده باشد، و جمعیت‌های آفریقایی از سرزمین‌های مرتفع ساحلی و داخلی در زیرمجموعه صحرای آفریقا به آن بازگشتند. اما، گرم و سرد شدن اقلیم به آن معنی بود که تا ۵ هزار سال قبل از میلاد منطقه صحرا به‌طور فزاینده‌ای خشک‌تر می‌شد. جمعیت از ناحیه صحرا به سمت دره نیل در زیر آبشار دوم کوچ کردند که در آنجا مکان‌های اقامت دائمی یا نیمه دائمی را ایجاد نمودند. نوعی بازگشت عمده اقلیمی رخ داد، در حالی که میزان بارش‌های سنگین و دائمی را در مرکز و شرق آفریقا کاهش می‌داد. از این پس شرایط خشک در آفریقای شرقی، به ویژه اتیوپی در ۲۰۰ سال گذشته غلبه کرده‌است.
اهلی کردن دام‌ها در آفریقا پیش از کشاورزی بوده، و ظاهراً در کنار آن فرهنگ‌های انجام شکار نیز وجود داشته‌است. گمان می‌رود که از ۶ هزار سال پیش از میلاد دام‌ها نیز در شمال آفریقا اهلی شده بودند.
در مجموعه صحرا- نیل، مردم جانوران متعددی را اهلی نمودند از جمله قاطر، و بزهای کوچک با شاخه ای پیچیده که از الجزایر تا صحرای نوبه پراکنده بودند.
از لحاظ کشاورزی، اولین موارد پرورش گیاهان برای مقاصد کشاورزی در ناحیه ساحل در حدود ۵هزار سال پیش ازمیلاد اتفاق افتاده، زمانی که ذرت خوشه‌ای و برنج آفریقایی در این منطقه شروع به روییدن نمودند. در حدود همین زمان، و در همان ناحیه، مرغ خانگی گینه‌ای اهلی شد. بر طبق «اطلس تاریخ جهان آکسفورد»، در ۴هزار سال پیش از میلاد آب و هوای صحرا با روند بسیار سریعی شروع به خشکتر شدن نمود. این تغییر اقلیمی باعث از بین رفتن دریاچه‌ها و رودها به‌طور عمده گردید و در نتیجه روند کویری شدن را افزایش داد. در عوض، این مسئله مقدار نقل مکانها را برای اسکان کاهش داد و سبب شد تا به سیر مهاجرت‌ها جوامع کشاورزی به اقلیم‌های گرمسیرتر در غرب آفریقا
کمک نماید.
از ۳هزار سال ق.م. کشاورزی به‌طور مستقل در هر دو نقطه حاره در غرب آفریقا، که سیب زمینی شیرین آفریقایی و خرمای روغنی در آن پرورش داده می‌شد، و نیز در اتیوپی که قهوه و گیاه تف به عمل می‌آمد، وجود داشته‌است. هیچ جانوری به‌طور مستقل در این مناطق پرورش داده نمی‌شد، اما عمل پرورش دهی آن‌ها از نواحی ساحل و نیل در این مناطق شایع نشده‌است.
محصولات کشاورزی نیز از نواحی دیگر در طول این دوران به دست آمده مانند ارزن دری (سفید)، لوبیای چشم بلبلی، بادام زمینی، پنبه، خربزه و  کدوبطری
که از نظر کشاورزی در هردو منطقه غرب آفریقا و ساحل به عمل می‌آمدند در حالی که ارزن انگشتی، انواع لوبیا، عدس، بزرک در اتیوپی پرورش داده می‌شد.
پدیده بین‌المللی که تحت عنوان فرهنگ بیکر (دوایر سنگچین باستانی) شناخته شده آغاز شد تا شمال غرب آفریقا را تحت تأثیر قرار دهد. به دلیل آن که آلات ظاهراً سرامیک مانندی در گورستان‌های آن‌ها یافته می‌شد به نام فرهنگ بیکر خوانده می‌شد که همراه با پیدایش نوعی ذهنیت جنگجویانه بوده‌است. نگاره‌های سنگی در شمال آفریقا در این دوره جانوران را نشان می‌دهد و همچنین مکانهایی را که بر شخصیت بشری تأکید جدیدی دارند، و مجهز به سلاح‌ها و آلات تزئینی می‌باشند. مردم دریاچه‌های بزرگ آفریقا| ناحیه گریت لیکز آفریقا در ساحل شرقی دریای مدیترانه ساکن شدند تا به اعقاب اولیه کنعانیهایی تبدیل شوند که بر سرزمین‌های پست بین رود اردن، مدیترانه و صحرای سینا چیره شدند.
ازهزاره اول پیش از میلاد آهنگری| آهنکاری در شمال آفریقا ظهور پیدا نموده استو به سرعت شروع به گسترش در سراسر صحرا و داخل نقاط شمالی در زیرمجموعه صحرای آفریقا می‌کند،
Africa
و از سال ۵۰۰ ق. م. فلزکاری شروع به رواج در آفریقای غربی و احتمالاً پس از آن که توسط مردم کارتاژی (قرطانجه‌ای) به این منطقه ارائه گردید، می‌کند. آهنگری به‌طور کامل از حدود ۵۰۰ق م در نواحی شرق و غرب آفریقا به وجود آمد، اما مناطق دیگر تا اوایل قرون اول میلادی به آن نپرداختند. برخی از اشیاء مسی در مصر، شمال آفریقا، نوبه و اتیوپی در غرب آفریقا طی حفاریهایی استخراج شده‌اند که قدمت آن‌ها به ۵۰۰ق م بازمی‌گردد، که بیان می‌کنند که شبکه‌های تجاری از همین زمان ایجاد شده‌اند.

## تمدن‌های اولیه و تجارت
حدود ۳۳۰۰ سال پیش از میلاد، شواهد تاریخی در آفریقا پیدایش سواد را در تمدن‌های تحت حکومت فرعونی از مصر باستان نشان می‌دهد، که با سطوح متغیری از تأثیر در دیگر نواحی تا سال ۳۴۳ق م. ادامه یافت.
تمدن‌های برجسته در زمان‌های مختلف شامل کارتاژ، قلمرو اکسوم، قلمروهای نوبیه، امپراتوری‌های پادشاهی ساحل| ساحل (کانم بورنو)، امپراتوری غنا، امپراتوری مالی، و امپراتوری سونگهای، زیمبابوه کبیر، و قلمرو کنگو می‌شوند.
.
پس از آن که صحرا به کویر تبدیل شد، مانع غیرقابل نفوذی برای مسافران بین شمال و جنوب ایجاد نمود. حتی پیش از استفاده از شتر،
استفاده از گاوهای نر برای عبور از صحرا متداول بود، مسیرهای تجاری از واحه‌هایی می‌گذشتند که از میان بیابان عبور می‌کرد. شتر اولین بار توسط ایرانی‌ها در سال ۵۲۵ ق.م. به مصر آورده شد، اما تا قرن هشتم میلادی، گله‌های آن به حد کافی در شمال آفریقا پراکنده نشدند تا تجارت فرا- صحرایی در آن منطقه به وجود آید.
بربرهای ساهانجا اولین کسانی بودند که این حیوانات را به خدمت گرفتند.
آفریقا قبل از استعمار شدن، احتمالاً تا ده هزار سرزمین و حکومت داشته‌است که بر اساس انواع مختلف ساختار و حکومت سیاسی از یکدیگر متمایز می‌شدند. این موارد شامل گروه‌های خانوادگی کوچک از شکارچیان همچون مردم سان از جنوب آفریقا؛ و گروه‌های بزرگ‌تر و منسجم‌تر همچون دسته‌های فرقه‌ای خانوادگی از مردم بانتوزبان در مرکز و جنوب آفریقا و دسته‌های فرقه‌ای بسیار منسجم در شاخ آفریقا، قلمروهای ساحلی، و نیز مناطق شهری خود گردان همچون شهرهای تجارتی ساحلی مردم سواحیلی در ساحل شرقی آفریقا که شبکه تجاری را تا چین گسترش می‌دادند.
در سال ۱۴۱۴، ژنگ هی، دریادار چینی از ساحل شرقی آفریقا دیدار نمود. در سال ۱۴۸۲، پرتغالی‌ها اولین دسته ایستگاه‌های تجاری را در امتداد ساحل غنا در المینا تأسیس کردند. کالاهای عمده مورد معامله در آن عبارت بود از بردگان، طلا، عاج و ادویه جات. کشف آمریکا از سوی قاره اروپا در سال ۱۴۹۲ در پی توسعه بزرگ تجارت برده بود که پیش از دوران پرتقالی‌ها انجام گرفت، که تقریباً فقط به وسیله تجارت از راه خشکی انجام می‌شد و هرگز به یک قاره محدود نمی‌گردید.
در غرب آفریقا، تنزل تجارت برده اطلسی در دهه ۱۸۲۰ موجب تغییرات شدید اقتصادی در کشورهای منطقه شد. افت تدریجی برده داری، با فقدان تقاضا برای بردگان در جهان نو، افزایش قانون ضد برده داری در اروپا و آمریکا، و خروج فزاینده ناوگان سلطنتی از ساحل غربی آفریقا، تسرع شد که کشورهای آفریقائی را وادار می‌نمود تا از منابع جدید اقتصادی استفاده نمایند. بزرگ‌ترین قدرت‌های غرب آفریقا: اتحادیه آسانته، داهومه | قلمرو داهومه، و امپراتوری اویو، روش‌های متفاوتی را برای اعمال این تغییرات بکار بردند. آسانته و داهومه بر گسترش «بازرگانی قانونی» در شکل خرمای روغنی، کاکائو، الوار چوب و طلا متمرکز شدند تا پایه‌ای برای تجارت صادرات نوین در غرب آفریقا ایجاد نمایند. امپراتوری اویو، که نتوانست این کار را انجام دهد، در اثر جنگ‌های داخلی از هم فروپاشید.

## جستجوی پیش از استعمار
در اواسط قرن نوزدهم اروپائی‌ها و به ویژه جستجوگران بریتانیایی علاقه‌مند به جستجو در قلب این قاره شدند و عرصه را برای تجارت، استخراج معادن و دیگر بهره‌برداری‌های بازرگانی به آن گشودند. علاوه براین، تمایلی برای متمایل کردن ساکنان آن به دین مسیحیت وجود داشت. ناحیه مرکزی آفریقا هنوز تا حد زیادی برای اروپایی‌ها تا این زمان ناشناخته بود. دیوید لیوینگ استون بین سال ۱۸۵۲ تا سال ۱۸۷۳به هنگام مرگش در این قاره به جستجو می‌پرداخت؛ در میان دیگر ادعاها برای کسب این افتخار، وی اولین اروپایی بود که آبشارهای ویکتوریا مشاهده کرد. هدف اصلی افراد جستجوگر یافتن سرچشمه رود نیل بود. سفرهای ریچارد فرانسیس بورتن| بورتن و ژان هانینگ اسپک| اپک (۱۸۵۸–۱۸۵۷) و اسپک و جیمز آگوستوس گرنت| گرنت (۱۸۶۳) منجر به یافتن دریاچه تانگانیکا و دریاچه ویکتوریا شد. مورد اخیر نهایتاً به عنوان سرچشمه رود نیل اثبات شد. در پی سفرهای مستمر ساموئل بیکر| بیکر و هانری مورتن استنلی| استنلی، آفریقا تا پایان قرن مزبور به خوبی جستجو و این به راهی برای استعمار منجر شد که نتیجه آن بود.

## استعمار و تقلا به خاطر آفریقا

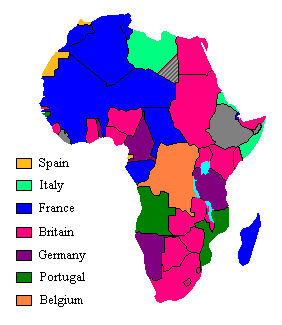
نقشه نشان دهنده مدعیان اروپائی قاره آفریقا در آغاز جنگ جهانی اول

در اواخر قرن هجدهم، قدرت‌های امپریالیستی نوعی تقلا به خاطر آفریقاً از خود نشان دادند و بیشتر نواحی این قاره را اشغال و کشورهای استعماری متعددی را ایجاد کردند و تنها دو کشور مستقل را رها نمودند: لیبریا، یک کشور مستقل که بخشی از آن از سوی افراد آمریکایی آفریقائی؛ و حبشه مسیحی ارتودوکس (امروزه با نام اتیوپی) محل سکونت قرار گرفت. این اشغال استعماری تا پس از پایان جنگ جهانی دوم ادامه یافت، زمانی که تدریجاً تمام کشورهای استعمارشده به استقلال رسمی دست یافتند.
استعمال، یک اثر بی‌ثبات‌کننده بر آن چیزی داشت که شماری از گروه‌های نژادی هنوز آن را در سیاست‌های آفریقائی حس می‌کنند. پیش از نفوذ اروپا، مرزهای ملی چندان مورد توجه نبودند، در حالی که آفریقایی‌ها کلاً از عملکردهای نواحی دیگر جهان همچون شبه جزیره عربستان دنباله روی می‌کردند، که حوزه گروهی بود که با نفوذ نظامی یا تجاری آن سازگاری داشت. پافشاری اروپا برکشیدن مرز در اطراف سرزمین‌ها برای جدا ساختن آن‌ها از دیگر قدرت‌های استعماری، در غیر این صورت، اعلب موجب جداسازی گروه‌های سیاسی مجاور با هم، یا واداشتن دشمنان سنتی به زندگی با یکدیگر بدون هیچگونه منطقه بی‌طرف بین آن‌ها می‌شد. اما مثلاً، رود کنگو ظاهراً یک مرز جغرافیایی طبیعی است، که در آن گروه‌هایی با زبان، فرهنگ یا شباهت دیگر در دو سوی رودخانه زندگی می‌کنند. تقسیم زمین بین بلژیک و فرانسه در امتداد یک رودخانه این گروه‌ها را از یکدیگر جدا می‌سازد. آنهایی که در مناطق صحرا یا نوحی پایین صحرای آفریقا زندگی می‌کنند، و برای قرن‌ها در آن به تجارت پرداخته‌اند، اغلب خود را بر روی مرزهایی می‌یابند که تنها بر روی نقشه‌های اروپایی قرار دارد.
در کشورهایی که دارای جمعیت عمده‌ای اروپایی‌ها می‌باشند، مانند رودزیا (هم‌اکنون
زیمبابوه) و آفریقای جنوبی، نظام‌های شهروندی طبقه دوم اغلب به منظور دادن قدرت سیاسی به اروپائیان فراتر از تعداد ساکنان آنها، تنظیم می‌شود. در کشور آزاد کنگو، ملک شخصی پادشاه لئوپولد دوم از بلژیک، با جمعیت بومی رفتارهای غیرانسانی می‌شد، و با نیروی کار برخوردی شبیه به جایگاه یک برده می‌شد. اما، این خطوط همواره به‌طور قطع بر مبنای خطوط نژادی ترسیم نمی‌شد. در لیبریا، شهروندانی که اعقاب بردگان آمریکایی بودند به مدت ۱۰۰سال یک نظام سیاسی داشتند که به بردگان سابق و بومیان در منطقه اختیار قانونی تقریباً یکسانی می‌داد با وجود این مدرک که بردگان سابق تعدادشان از لحظ فراوانی ده به یک نسبت به کل جمعیت بود. الهام این نظام به این کشور از سوی سنای آمریکا بود، که با وجود فراوانی بیشتر جمعیت آن‌ها نسبت به قبل، قدرت آزادی و جایگاه‌های بردگان را با هم متوازن ساخته بود.
اغلب اروپایی‌ها این توازن قدرت را تغییر دادند، و تقسیمات نژادی ایجاد کردند که پیشتر وجود نداشت، و یک دوگانگی فرهنگی ثابت را برای ساکنان بومی در این نواحی که تحت کنترلشان بود، ایجاد نمودند؛ مثلاً، در آن جایی که هم‌اکنون روآندا و بروندی نامیده می‌شود، دو گروه نژادی هوتوس و توتسی در زمانی که استعمارگران آلمانی کنترل این منطقه را در قرن نوزدهم در دست داشتند، فرهنگشان در همدیگر ادغام شده بود. درهم آمیختگی، ازدواج‌های داخلی، و ادغام آداب و رسوم فرهنگی در طی قرن‌ها بین آن‌ها وجود داشت که تا آن زمان نشانه‌های مشهود تفرقه فرهنگی را از بین می‌برد و دیگر موجب ایجاد تفرقه نژادگرایانه نمی‌شد، تا این که بلژیک یک دسته‌بندی نژادی را برای کنترل منطقه بکار گرفت که نژاد گرائی آن مبتنی بر دسته بندیها و فلسفه‌های متناسب با فرهنگ اروپایی در آن زمان بود. اصولاً اصطلاح هوتو به مردم کشاورزی گفته می‌شد که به زبان بانتو تکلم می‌کردند و امروزه از غرب به سمت روآندا و برندی نقل مکان کرده‌اند، و اصطلاح توتسی به مردم دامپرور شمال شرق اشاره دارد که بعداً به این ناحیه مهاجرت کردند. این عبارات طبقه اقتصادی شخص را بدون در نظر گرفتن سابقه اجدادی تشریح می‌کند؛ که در آن اشخاصی که در حدود ۱۰ چارپا یا بیشتر داشتند به عنوان توتسی و آن‌هایی که کمتر از این تعداد دام داشتند به عنوان هوتو محسوب می‌شدند. این یک خط مطلق نبود بلکه یک قاعده بدهی و کلی بود، و فرد می‌توانست از هوتو به توتسی و برعکس جابجا شود.
بلژیکی‌ها یک نظام نژادگرایانه را عرضه کردند؛ ظواهر اروپایی مانند، همچون پوست نرم‌تر، قد متوسط، بینی‌های باریک، بیشتر برای نژاد حامی (پسر نوح) ایده‌آل تر به نظر می‌رسد، و به آنهایی تعلق داشت که نزدیکترین مردمان از لحاظ اجدادی به توتسی بودند، و به این ترتیب قدرت به مردم استعمار زده داده می‌شد. کارت‌های شناسایی بر اساس این فلسفه صادر شدند.

## آفریقا پس از استعمار
امروزه، آفریقا شامل ۵۳ کشور مستقل و خود مختار است که هنوز مرزهای رسم شده طی استعمار اروپایی را دارند.

از زمان استعمار به بعد، کشورهای آفریقایی مکرراً درگیر بی‌ثباتی، فساد، آشفتگی، و استبداد شده‌اند. اکثریت عمده ملل آفریقائی جمهوری‌هایی هستند که تحت برخی اشکال نظام حکومت ریاست جمهوری هستند. کشورهای معدودی در آفریقا توانسته‌اند دولت‌های دموکراتیک را حفظ کنند و تعدادی در عوض آن یک سری از کودتاهای (کودتای بیرحمانه و دیکتاتوری نظامی) را سپری کرده‌اند. تعدادی از رهبران سیاسی آفریقایی پس از استعمار ژنرال‌های نظامی بوده‌اند که دارای سواد ضعیفی بوده و نسبت به مسائل حکومتی ناآگاه بوده‌اند. اما بی‌ثباتی عظیم، عمدتاً نتیجه به حاشیه فرستاندن دیگر گروه‌ها و فرقه‌های نژادی تحت حکومت این رهبران بود، بسیاری از این رهبران به منظور سیاست تفرقه بینداز و حکومت کن| دستاورد سیاسی درگیری‌های نژادی را دامن زده‌اند که از قبل تشدید شده بود، یا حتی به وسیله حکومت استعماری آن را ایجاد نموده‌اند. در بسیاری از کشورها نیروهای مسلح نظامی به عنوان تنها گروهی محسوب شده‌اند که توانسته‌اند نظم را به‌طور مؤثر برقرار نمایند و طی دهه‌های ۱۹۷۰و ۱۹۸۰ بر بسیاری از کشورهای آفریقایی حکومت کرده‌اند. طی دوره از اوایل دهه ۱۹۶۰ تا اواخر دهه ۱۹۸۰، آفریقا بیشتر از ۷۰ عدد کودتا و ۱۳ مورد ترور ریاست جمهوری داشته‌است. مشاجرات مرزی و ارضی نیز رایج بوده، به علاوه آن که مرزهای تحمیلی اروپا در تعدادی از کشورها به‌طور گسترده صحنه درگیری‌های نظامی قرار گرفته‌است.
جنگ سرد بین ایالات متحده و اتحاد شوروی درمی‌گیرد و سیاست‌های صندوق بین‌المللی پول، همچنین در بی‌ثباتی نقش ایفا می‌کند. زمانی که کشوری برای اولین بار مستقل می‌شود، اغلب انتظار می‌رود که خود را با یکی از دو ابرقدرت تراز (هماهنگ) کند. بسیاری از کشورها در آفریقای شمالی از اتحاد شوروی کمک‌های نظامی دریافت کرده‌اند، در حالی که تعدادی از آن‌ها در آفریقای مرکزی و شرقی توسط ایالات متحده، فرانسه یا هر دو حمایت شده‌اند. دهه ۱۹۷۰ شاهد نوعی افزایش (در موارد فوق) بود، جمهوری‌های تازه استقلال یافته آنگولا و موزامبیک خود را با اتحاد شوروی هماهنگ نمودند و غرب و جنوب آفریقا خواستار نفوذ شوروی در آن مناطق بودند. برخی کشورهای تحت حکومت احزاب کمونیست که در پی تحمیل سیاست‌های شوروی بدون نتیجه آن، به بیرحمی‌هایی همچون قحطی اتیوپی در سال‌های ۸۹–۱۹۸۵ انجامید.